# 톰 존스 (가수)
톰 존스 경(영어: Sir Tom Jones, OBE, 1940년 6월 7일~)은 영국의 웨일스의 가수로, 1949년에 아역 영화 배우로 처음 데뷔하였다.
본명은 토머스 존 우드워드(Thomas John Woodward)이며 톰 존스(Tom Jones)라는 예명은 헨리 필딩의 소설 작품인 《기아 톰 존스의 이야기》에 등장하는 주인공 톰 존스의 이름을 따서 지은 것이다.

## 일생
9세 때인 1949년 영국 영화 《The Last Days of Dolwyn》의 아역 조연을 통하여 연예계에 발을 디뎠으며, 공립학교를 졸업한 이후 1959년에 뮤지컬 배우로서 무대 출연한 것이 계기가 되어 연예 분야에 본격 입문하였다. 개성이 풍부하며 열정적인 창법으로 호평을 받았으며, 〈Delilah〉, 〈Sex Bomb〉, 〈It's Not Unusual〉, 〈Green Green Grass Of Home〉 등이 영국과 미국 등지에서 사랑을 받았다.
1965년부터 약 1억장 이상의 음반 판매를 기록했다.

## 생애

### 어린 시절
톰 존스는 1940년 6월 7일 웨일스 폰티프리드의 트리포레스트마을(Treforest)에서 태어났다. 그의 부모는 아버지 토머스 우드워드(Thomas Woodward, 1981년 1월 5일 사망)와 어머니 프레다 존스(Freda Jones, 2003년 2월 7일 사망)로 아버지는 광부였다. 톰 존스의 외할아버지가 웨일스계였던 반면 친가 직계 조상들은 모두 잉글랜드계이다.
톰 존스는 9세 때인 1949년 영국 영화 《The Last Days of Dolwyn》의 아역 조연을 통하여 연예계에 발을 디뎠으며, 어린 나이에 노래를 시작하여 가족 모임, 결혼식, 학교 합창단 등에서 공연 활동을 하였다.
톰 존스는 1년여간 결핵에 걸려 투병하기도 했는데, 이 시기 그가 할 수 있었던 것은 음악을 듣는 것과 그림을 그리는 것 뿐이었다고 한다.
16세 때인 1957년 3월 2일, 톰 존스는 멜린다 트렌처드(Melinda Trenchard)와 결혼하여 아들을 낳았다. 그 시기에 그는 졸업장을 포기하고 고등학교를 중퇴하여야 했으며, 건설현장 인부와 청소기 방문판매사원 등 여러 일터를 전전했다.

### 주요 경력
- 1949년 영국 영화 《The Last Days of Dolwyn》의 조연으로 아역 영화배우 데뷔.
- 1957년 화가로 첫 등단.
- 1959년 뮤지컬 배우 데뷔. 이후 1964년까지 화가 겸 뮤지컬 배우로 활동.
- 1963년 비트 음악 그룹 '토미 스콧 앤 더 세너터스(Tommy Scott and the Senators)'의 프론트맨이 되어 음악 활동을 시작함.
- 1965년 첫 정규 음반 《Along Came Jones》를 발표하며 솔로 가수 데뷔.
- 1969년 영국 다큐멘터리 영화 《Prince of Wales》에 출연. 이 영화 작품을 촬영 직후 찰스 왕세자와는 서로 악수와 포옹을 나눔.
- 1970년 미국 영화 《The Molly Maguires》에 조연.
- 1973년 미국 영화 《Hex》에 조연.

### 음악 스타일
그는 미국식 소울 방식에서 나온 블루스적 창법을 개발하여, 초창기에는 리틀 리처드, 솔로몬 버크, 재키 윌슨, 브룩 벤턴, 엘비스 프레슬리 등의 영향을 받은 R&B와 블루스 음악을 선보였다. 엘비스 프레슬리와는 후에 절친한 친구가 되기도 하였고 이외에 폴 앵카와도 교류하였다.

### 인간 관계
- 인도에서 태어난 영국의 가수 잉글버트 험퍼딩크와 오랜 친구 관계인 것으로 알려졌다.

## 서훈
- 1999년 대영 제국 훈장 4등급(OBE) 수훈[1]
- 2006년 기사작위(Knight Bachelor) 서임[2]

## 참고 문헌